# Ариаудо, Лоренцо
Лоренцо Ариаудо (итал. Lorenzo Ariaudo; 11 июня 1989, Турин) — итальянский футболист, центральный защитник клуба «Новара».

## Биография
Воспитанник «Ювентуса», за детские и юношеские команды которого играл 10 лет. Дебютировал в основном составе клуба 26 августа 2008 года в матче квалификационного раунда Лиги чемпионов против клуба «Артмедиа Петржалка», в котором «Ювентус» сыграл вничью 1:1, но по сумме двух игр победил со счётом 5:1 и вышел в следующий этап.
В Серии А он дебютировал 18 января 2009 года в игре против «Лацио». Матч завершился со счётом 1:1.
2 января 2010 года был взят в аренду клубом «Кальяри» до конца сезона.

## Сборная
25 марта 2009 года Ариаудо сыграл свой первый матч за молодёжную сборную Италии, этим матчем стала товарищеская игра против сверстников из Австрии, завершившаяся вничью 2:2. В этом матче Лоренцо отметился забитым мячом.